# Dédale
Pour les articles homonymes, voir Dédale (homonymie).
Dédale (en grec ancien : Δαίδαλος / Daídalos) est un personnage de la mythologie grecque. Cet Athénien était un descendant de la famille royale issue d'Érichthonios. Il est principalement connu pour être un inventeur, un sculpteur, un architecte, un forgeron dont le talent était exceptionnel. Il est loué par beaucoup d’auteurs, latins et grecs pour son génie esthétique et son ingéniosité technique : il aurait été le premier à réaliser des statues des dieux qui avaient les yeux ouverts et des membres mobiles, une manifestation parfaite du mystère de la divinité (le verbe « voir » était réciproque en grec : celui qui voyait était aussi vu, et les aveugles étaient invisibles). Son œuvre la plus célèbre est le labyrinthe qui a abrité le Minotaure et le nom commun « dédale » en est issu par éponymie.

## Étymologie
Le nom de Dédale s'identifie à l'adjectif daidalos « ingénieux » qui se rattache à la racine *delH1- « tailler à la hache, fendre ». Il signifie tantôt « artiste », « artistiquement travaillé » ou encore « l'Astucieux ». Le sens qui en résulte traduit l'ingéniosité et la dextérité qui caractérisent ce personnage.

## Mythe antique

### Ascendance
La tradition dominante fait de Dédale le fils d’Eupalamos,,,,, lui-même fils de Métion fils d’Érechthée, ce qui le rattache à la famille royale d’Athènes. Diodore inverse la filiation : Dédale est dit fils de Métion et petit-fils d’Eupalamos. Pausanias lui attribue un père nommé Palamaon. Sa mère est Alcippé (de) chez Apollodore et Tzétzès.

### À Athènes
Dédale était un homme reconnu pour son ingéniosité et son talent artistique qu'il tenait soit de ses divins aïeux soit de sa mère. Il devint le précepteur de son propre neveu, Talos, fils de Perdix, eux aussi descendants d'Athéna. Bientôt l’élève dépassa le maître et inventa la scie et le compas. Dédale, jaloux, le précipita du haut de l’Acropole. Pris en flagrant délit au moment d’enterrer le corps, Dédale fut banni par l’Aréopage et trouva refuge en Crète à la cour du roi Minos. 
Selon Ovide, dans les Métamorphoses, ce même neveu se nommait Perdix. Tout comme dans la version précédente, le jeune homme inventa la scie et le compas, et son oncle jaloux décida de le jeter du haut de la tour de Pallas, et prétexta un accident. Pour le protéger, et par pitié pour Perdix, la déesse Athéna le transforma en l'oiseau du même nom et poursuivit Dédale de sa colère.

### En Crète: la génisse en bois et le Labyrinthe

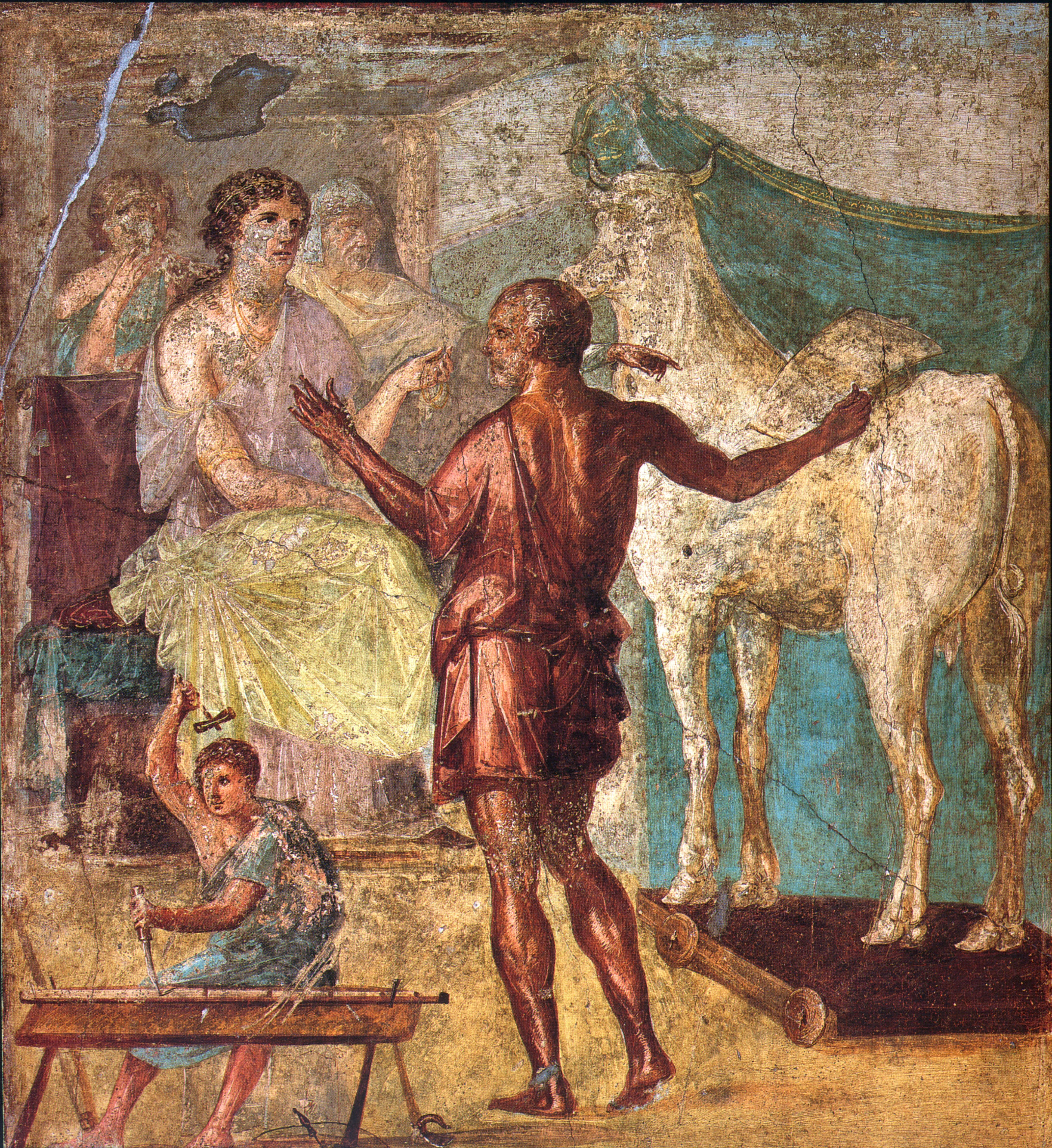
Dédale et Pasiphaé, fresque de la Villa des Vettii, Pompéi.

La première requête faite à Dédale en Crète fut celle de Pasiphaé, la femme de Minos, le roi. Celui-ci avait décidé de sacrifier un magnifique taureau blanc à Poséidon, avant de se raviser. Pour punir Minos de son arrogance, Poséidon éveilla chez Pasiphaé une passion amoureuse pour ce taureau. Pasiphaé demanda alors à Dédale de lui créer une vache en bois, afin de se glisser à l'intérieur et ainsi s’accoupler avec le taureau, victime du leurre. De cette union naquit le Minotaure. C'est alors que Minos commanda à Dédale la création d’un labyrinthe pour y enfermer le monstre.
Le labyrinthe était terriblement complexe. La seule solution pour en ressortir vivant était de dérouler un fil de laine et de le suivre jusqu'à la sortie. Dédale donne la solution à Ariane, qui remet la pelote de laine à Thésée alors qu'il s'apprête à y entrer. Il s’en sert pour sortir du labyrinthe après avoir tué le Minotaure.
Dédale s'unit à une Crétoise qui donna naissance à son fils Iapyx.

### La fuite de Crète

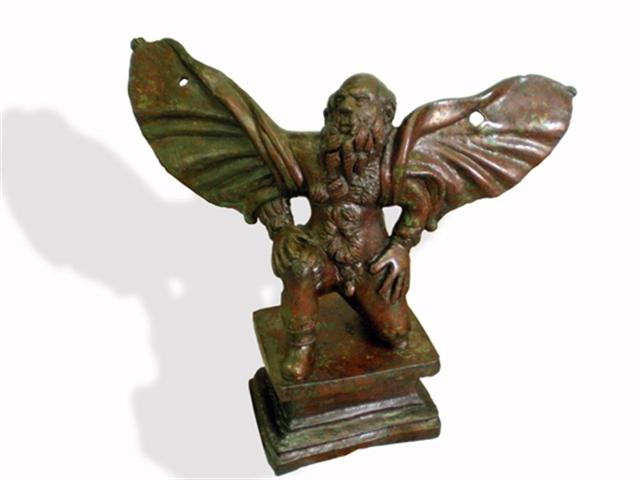
Statuette en bronze représentant Dédale, Plaos, République de Macédoine.

Quand Thésée retourna à Athènes, Minos fit enfermer Dédale et son fils, Icare, dans le labyrinthe. Condamné dans sa propre construction, Dédale eut l’idée de créer des ailes faites de plumes et de cire, afin que son fils et lui quittent le labyrinthe par les airs. Avant leur envol, Dédale conseilla à son fils de ne pas voler trop haut dans le ciel, la chaleur du soleil risquant de faire fondre la cire maintenant les ailes. Tandis que Dédale respectait ses propres conseils, Icare, au contraire, monta toujours plus haut, jusqu'à être si près du Soleil que celui-ci finit par faire fondre la cire. Ayant perdu ses ailes, Icare tomba dans la mer et depuis, cet espace maritime porte le nom de mer Icarienne. Dédale ensevelit le corps de son fils, reprit son vol, et finit par trouver refuge en  Sicile auprès du roi Cocalos. Il consacra ses ailes à Apollon ou à sa mère pour lui pardonner son affront.
Au chant VI de l’Énéide, Virgile raconte à travers Énée cette histoire. En effet elle est représentée sur le temple d’Apollon à Cumes.
Une autre version de la fuite existe chez Pausanias, mais celle-ci est bien moins restée dans les esprits que la chute d'Icare. Dans cette tradition Dédale et son fils s’enfuirent de Crète par la voie des mers. Ils échappèrent à Minos en ajoutant une voile à leur navire, ce qui jusque-là ne s'était jamais fait. Ainsi, les soldats de Minos ne parvinrent pas à les rattraper, ne possédant que des vaisseaux à rames. Icare trouve là encore la mort dans ce périple, ne sachant bien entendu, pas gouverner. Emporté par les flots il échoua sur l’île de Samos, qui était alors sans nom. Héraclès trouva et reconnut son corps. Il lui fit une sépulture ce qui explique le nom donné à la mer qui longe l’île.

### Version rationalisée chez Palaïphatos
Selon les Histoires incroyables de Paléphatos, avant lui, les statuaires et les sculpteurs représentaient les pieds joints, et les bras alignés le long du corps. Dédale, le premier, représenta un pied décalé par rapport à l'autre afin de donner l'impression de mouvement, ce qui fit dire, par abus de langage, que ses sculptures marchaient. Paléphatos rejette aussi la possibilité qu’un homme puisse voler avec des ailes collées, et affirme donc que Dédale et son fils ont dû s’enfuir à bord d’un bateau à voile, qui donnait l’impression de voler sur l’eau, et que ce bateau fit naufrage, tuant Icare mais pas Dédale. Enfin, il rejette la possibilité que Pasiphaé ait pu s’accoupler à un taureau avec l’aide de Dédale, et imagine donc une histoire adultérine entre elle et un homme nommé Taureau.

### La Sicile
Rendu furieux par la fuite de Dédale, Minos décida de tout mettre en œuvre pour le retrouver. Pour cela, il eut alors l'idée de lancer un défi que seul un homme comme Dédale pouvait réussir. Il promit une forte récompense à celui qui réussirait à accrocher un fil au fond d'une coquille d'escargot. Pour relever le défi, Dédale eut l'idée d'accrocher le fil à une fourmi, cette dernière se faufilant ensuite dans la coquille.
Sachant qu'une personne avait réussi le défi en Sicile, Minos sut alors que Dédale s'y trouvait. Le roi Cocalos refusa cependant de le lui livrer, ce qui provoqua une guerre entre la Sicile et la Crète. Selon une tradition différente, Cocalos aurait tendu un piège à Minos. Il fit mine de l'inviter pour lui livrer Dédale et le convia à partager le bain de ses trois filles. Mais c'était Dédale qui avait fabriqué la baignoire et Minos mourut ébouillanté.

### Dédale et les arts, lesagalmataet lesxoana

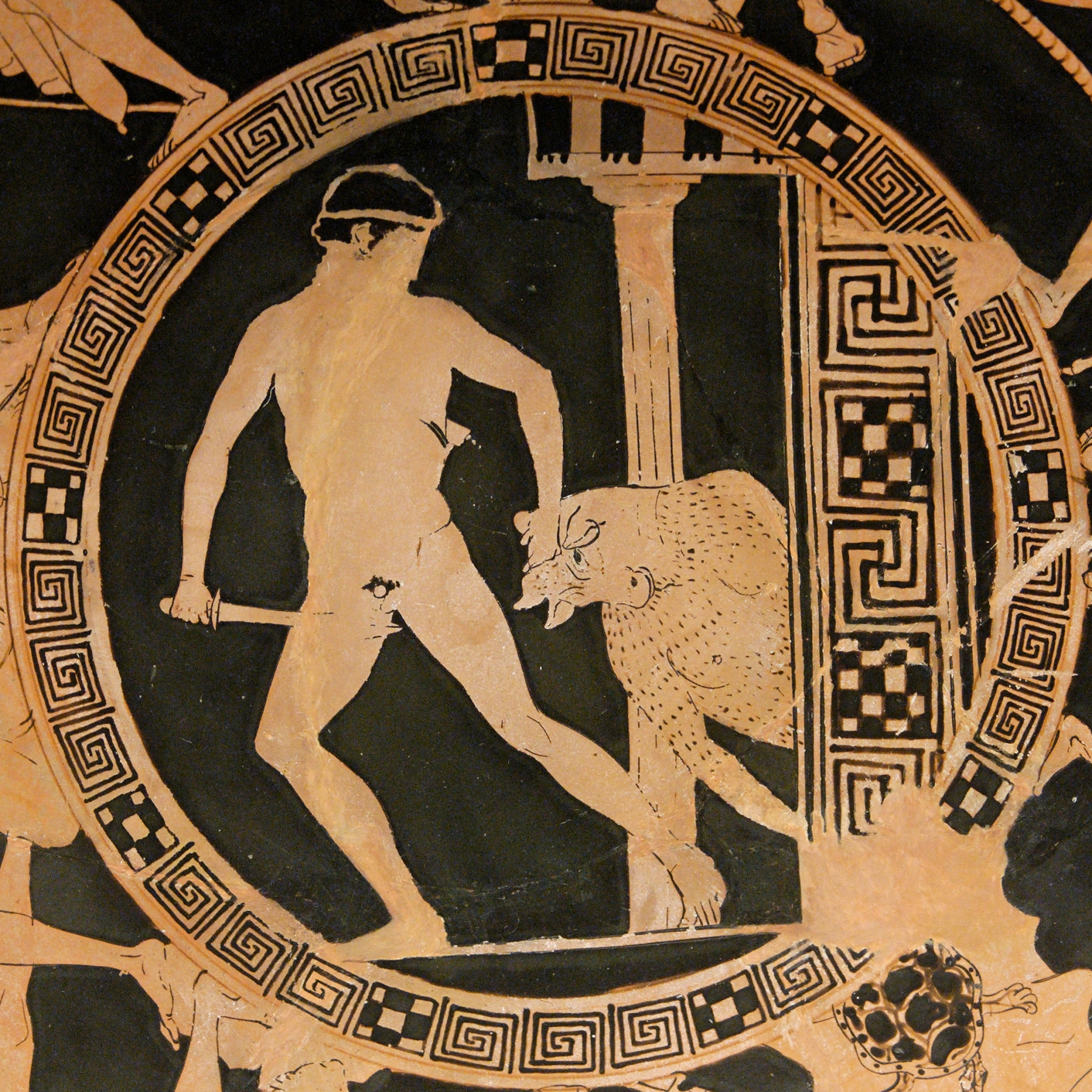
Céramique à figures rouges représentant Thésée tirant le Minotaure hors du Labyrinthe (à droite).

Le rapport de Dédale aux arts est très fréquent dans les textes antiques. Une légende dit qu'il est l'inventeur de l'architecture et de la sculpture. Selon Aristote, c'est Euchiros, parent de Dédale, qui inventa la peinture en Grèce. Platon, dans son Ménon,, dit des statues de Dédale qu’elles sont « si saisissantes de vérité qu’il fallait, selon la légende, les enchaîner pour les empêcher de s’enfuir ». Les statues de Dédale semblaient être animées. Dans l’Alcibiade majeur, il rappelle que Dédale est le patron des sculpteurs, qui le tenaient pour leur ancêtre commun. Chez Apollodore de Damas, il est l’inventeur des agalma, statues qui représentent des dieux. Diodore lui attribue les progrès de la statuaire archaïque. Comme celle de Minos, l’existence de Dédale peut ne pas être une légende ; les sculptures auxquelles Platon fait référence, sont des xoana de l’art cycladique, c’est-à-dire, des statuettes qui à leurs prémices n’étaient que des corps rigides et symétriques. L’arrivée de Dédale y aurait insufflé le mouvement à ces idoles préhelléniques.
Ainsi Pausanias assimilait les daedala aux xoana, xoana (pluriel de xoanon), étant décrites comme des idoles primitives en bois, et sa parole n'a pas été remise en question jusque tout récemment. Mais on doit se défaire de cette idée reçue, car, comme l'a montré A. A. Donohue en 1988, les xoana sont une construction de Pausanias.
Les sources citant des œuvres attribuées à Dédale sont à prendre avec d’extrêmes précautions. En effet les xoana étaient en bois et n’ont pas résisté au temps. Athènes revendique un siège pliant visible dans l’Érechthéion, très controversé. On lui accorde divers statues, bas-reliefs à travers la Grèce et même un autel en Libye.
De mirabilibus auscultationibus (Sur les choses merveilleuses entendues) (en), ouvrage faussement attribué à Aristote, décrit deux de ses statues, localisées sur les îles Électrides (à ne pas confondre avec les îles Électrides de la mer du Nord) :
« Dans les îles Électrides, situées dans le golfe de l'Adriatique, on dit qu'on y a érigé deux statues, l'une en étain, l'autre en cuivre, façonnées selon l'ancien style. On dit que ce sont les œuvres de Dédale, un souvenir des temps anciens, quand, fuyant Minos, il arriva dans cette région depuis la Sicile et la Crète. On dit que le fleuve Éridan a ensablé ces îles. Il semble qu'il y ait un lac près du fleuve, contenant de l'eau chaude. Il s'en dégage une odeur lourde et désagréable, et aucun animal ne s'en nourrit, et aucun oiseau ne le survole sans tomber et mourir. Ce lac a une circonférence de deux cents stades et une largeur de dix. Les habitants du lieu disent que Phaéton est tombé dans ce lac lorsqu'il a été frappé par la foudre. Il y a beaucoup de peupliers, d'où suinte ce qu'on appelle l'électrum. On dit que celui-ci ressemble à de la gomme, et durcit comme une pierre ; les habitants le ramassent et l'apportent aux Grecs. On dit que Dédale vint dans ces îles et qu'il y plaça son image dans l'une d'elles et celle de son fils Icare dans l'autre. Plus tard, lorsque les Pélasges, chassés d'Argos, s'y embarquèrent, Dédale s'enfuit et s'embarqua pour l'île d'Icare. »

### Le rituel desDaidala
Selon Pausanias le Périégète (au deuxième siècle de notre ère), les Daidala sont une « fête du feu » des Béotiens pendant laquelle les Grecs brûlaient une « branche de mai ». Les Daidala sont aussi une célébration du hiéros gamos, la réconciliation de Zeus et d'Héra où interviennent 14 statues de bois, daidala, ou xoana qui sont alors brûlées. Cette fête commémorait la réconciliation de Béotiens et des Platéens, qui eut lieu en 287 AEC.

### Inventions attribuées à Dédale
Selon l'Encyclopédie de Diderot, Dédale inventa la hache, le vilebrequin, ce que les Latins ont appelé perpendiculum, et que nous appelons nous le niveau ; la colle forte, l’usage de la colle de poisson, peut-être aussi la scie, car les uns en donnent l’honneur à son neveu, et les autres à lui-même.

### Bâtiments et constructions attribués à Dédale (à part le Labyrinthe)
Héphaistos, dans son autobiographie (Iliade 18400 et suivants), dit avoir réalisé de nombreux daidala avec une compétence intelligente qui est développée dans la description du bouclier d'Achille. On y rencontre la première mention de Dédale dans la tradition grecque : « L’illustre Boiteux y modèle encore  une place de danse toute pareille à celle que jadis, dans la vaste Cnosse, l’art de Dédale a bâtie pour Ariane aux belles tresses. »

## Analyses du mythe après l'Antiquité

### Études historiques

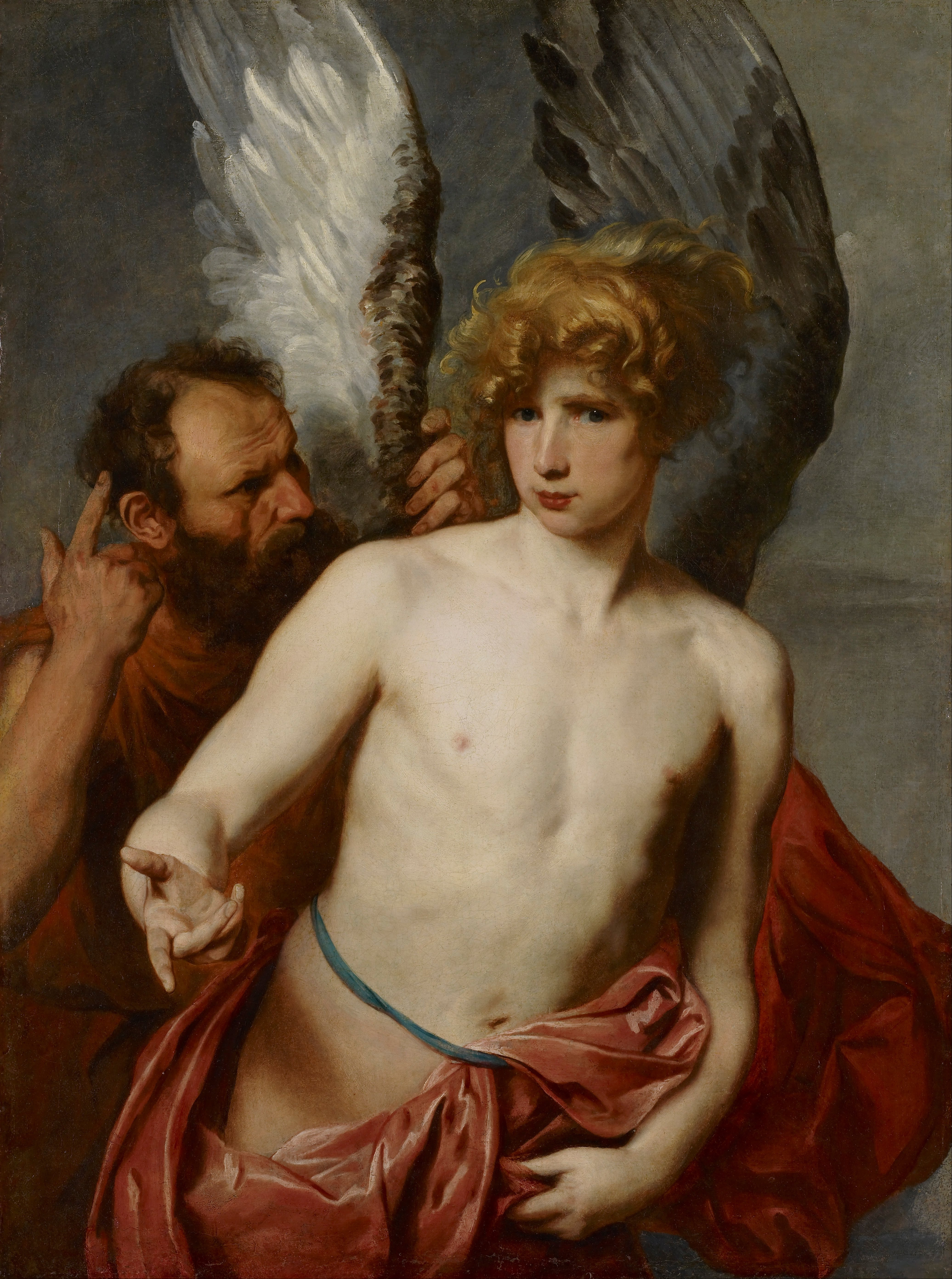
Dédale et Icare par Antoine van Dyck, vers 1620, Toronto, Art Gallery of Ontario

L'adjectif « dédalique », forgé sur ce nom, s'applique à un certain style de sculpture antique grecque qui correspond à l'époque orientalisante, dans la seconde moitié du VIIe siècle pour ce qui est de ce type de sculpture. La « Dame d'Auxerre », en ronde-bosse, dégagée du mur, en est l'expression la plus complète, dans le type féminin, et devrait dater des années 650-625 AEC. 
Sarah P. Morris, en 1995, étudie précisément le rapport entre Dédale et l'origine de l'art en Grèce antique. Cette auteur remarque que l'Iliade et l'Odyssée emploient le terme daidala (ʹδαίδαλα) pour évoquer deux ensembles différents. Le terme pouvant se traduire par « minutieusement et habilement travaillé » s'applique au travail des artisans. Le verbe est alors utilisé pour des marqueteries de bois et des incrustations de métal. Dans l'Iliade, cette famille de mots s'applique le plus souvent à l'armure, la barrière faite par l'homme qui sépare le guerrier de l'épée, surtout à propos de l'armure d'Achille, alors que dans l'Odyssée, ce terme ne se rapporte jamais à l'armure, mais à la cuirasse. Dans l'Iliade, l'adjectif est plusieurs fois employé à propos de l'armure d'Agamemnon au moment de son entrée sur le champ de bataille, avec tous ses matériaux précieux, le décor de serpents sur le corselet qui orne son cou, son bouclier avec, en son centre, la Gorgone au visage féroce entre les images de la Peur et de la Terreur. Cette armure, cadeau de Cinyras, roi Levantin de Chypre à la fin de l'Âge du bronze, apparait comme l'une des premières œuvres d'art décrites comme telles par les Grecs, avec le qualificatif (δαίδάλεος)..

### Études mythologiques
Le motif du Labyrinthe et de la chute d'Icare ont fait l’objet d’interprétations très diverses et dans beaucoup de domaines. François Jacob en a publié une analyse : « Dédale incarne la techné (la technique) qui permet d'atteindre à la maîtrise du monde... qui permet à ses clients de s'abandonner à leur hybris, d'atteindre leurs folles entreprises... En Dédale se profile une science sans conscience... » À chaque problème de ses maîtres, Dédale est un auxiliaire qui trouve une solution à leur problème et aussi une nouvelle solution au nouveau problème que celle-ci provoque : la cire des ailes est la solution pour s'échapper du labyrinthe, lui-même étant la solution pour enfermer le Minotaure, lui-même étant le fruit conséquent de sa vache en bois conçue pour Pasiphaé. 
Selon Jean Haudry, dans la tradition indo-européenne, le labyrinthe est lié à un artisan magicien capable de voler : le Dédale grec, lié au labyrinthe crétois qu'il a construit ou Völund dans la mythologie nordique. Car, la manière la plus simple de sortir d'un labyrinthe est de s'envoler.

## Représentations dans les arts après l'Antiquité

### Iconographie

#### Peinture

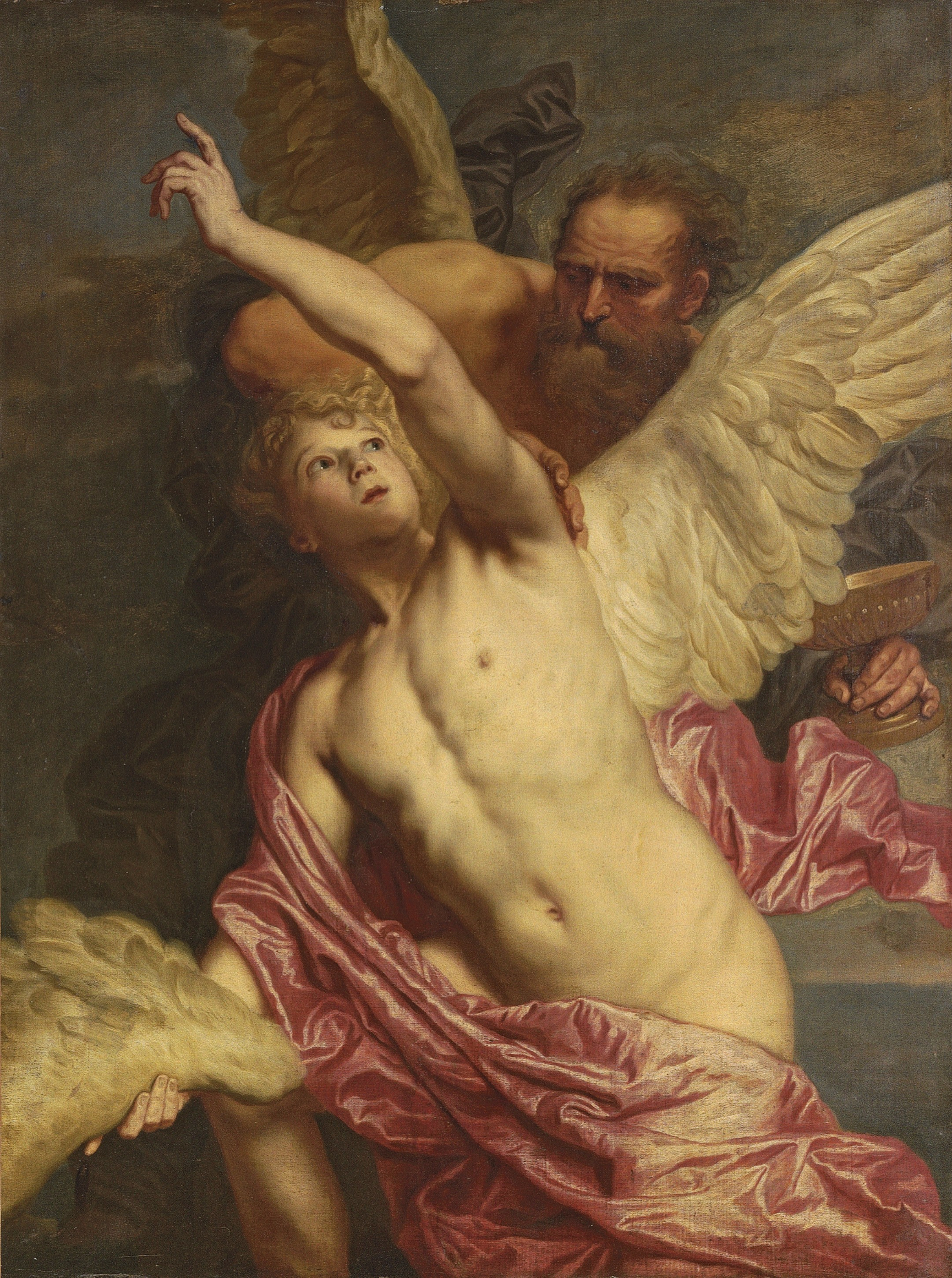
Dédale fixant des ailes sur les épaules d'Icare par Pieter Thijs

Dédale n’a jamais tout à fait disparu des arts iconographiques au cours des siècles, et en particulier le motif de la chute d’Icare et celui du Labyrinthe. Dédale fascina grand nombre d’artistes dont Bruegel, Picasso ou Matisse, et encore aujourd’hui il est l’objet de créations artistiques. 

### Littérature

#### Roman
Dédale est un personnage de la série romanesque de fantasy Percy Jackson parue à partir des années 2000. Il est présenté comme étant le fils d’Athéna. 

### Filmographie

#### Cinéma
La figure mythologique de Dédale, son antonomase ainsi que le mythe qui lui est rattaché sont au centre du film franco-belge éponyme réalisé par René Manzor et sorti le 10 septembre 2003 en France.
Dans la série télévisée Da vinci's Demons Saison 2 épisode 2, on fait mention de l'histoire de Dédale et de son fils Icare.

#### Télévision
2016 : Les Grands Mythes saison 1 épisode 17 Dédale et Icare, le rêve éclaté.

### Jeux vidéo
Dédale apparaît également dans le jeu vidéo God of War III.

## Antonomase
Le nom de Dédale est devenu une antonomase en français, un dédale désignant tout ensemble labyrinthique ou enchevêtrement de passages tortueux.
L'Ordre des Dédaliens est un ordre fraternel et professionnel de pilotes militaires américains.
Le nom de Dédale a été donné à plusieurs lieux hors de la Terre. Un cratère lunaire situé sur la face cachée de la Lune a été nommé Daedalus par l'Union astronomique internationale. Un astéroïde Apollon a été nommé (1864) Dédale.
Le projet Daedalus est une étude de vaisseau interstellaire menée par la British Interplanetary Society entre 1973 et 1978.